# شريطة مهادية
في الجزء الأمامي ، يفصل السطح العلوي من  المهاد عن السطح الداخلي الأوسط حافة بارزة هي الشريطة المهادية. ( باللاتينية : taenia thalami). قاعدة النسيج الطلائي المبطن للبطين الثالث  تتوسط بين الشريطة المهادية و الغلالة العنكبوتية (Tela choroidea) . 